# Aurélien Collin
Aurélien Collin (Enghien-les-Bains, Francia; 8 de marzo de 1986) es un exfutbolista profesional francés nacionalozado venezolano que jugó como defensa. Pasó la mayor parte de su carrera jugando en la Major League Soccer de Estados Unidos. Actualmente es entrenador asistente del Houston Dynamo de la Major League Soccer.
Adquirió el pasaporte venezolano tras casarse con una mujer venezolana.
El 24 de marzo de 2022, Collin anunció su retiro como futbolista.

## Clubes
| Club                 | País           | Año       |
| -------------------- | -------------- | --------- |
| Gretna FC            | Escocia        | 2007-2008 |
| Panserraikos         | Grecia         | 2008-2009 |
| Wrexham AFC          | Gales          | 2009      |
| Vitória Setubal      | Portugal       | 2009-2011 |
| Sporting Kansas City | Estados Unidos | 2011-2015 |
| Orlando City SC      | Estados Unidos | 2015-2016 |
| New York Red Bulls   | Estados Unidos | 2016-2018 |
| Philadelphia Union   | Estados Unidos | 2019-2022 |

## Intento de estar en una Selección Nacional
A pesar de que Collin nació en Francia nunca fue tomado en cuenta por la selección de Francia.
En 2015, Aurélien Collin manifestó su interés en representar a la selección de fútbol de Venezuela, motivado por su matrimonio con una venezolana y los fuertes lazos que desarrolló con el país. Collin inició el proceso para obtener la ciudadanía venezolana con el objetivo de ser elegible para la Vinotinto, trámite que estimaba tomar entre dos y tres años. Sin embargo, no logró completar el proceso a tiempo para ser considerado en torneos como la Copa América Centenario en 2016.
En diciembre de 2017, finalmente obtuvo el pasaporte venezolano, pero no llegó a ser convocado por la selección nacional. Su ausencia en el equipo se atribuye a la duración del proceso de naturalización y a decisiones técnicas del cuerpo técnico de la Vinotinto.

## Vida personal

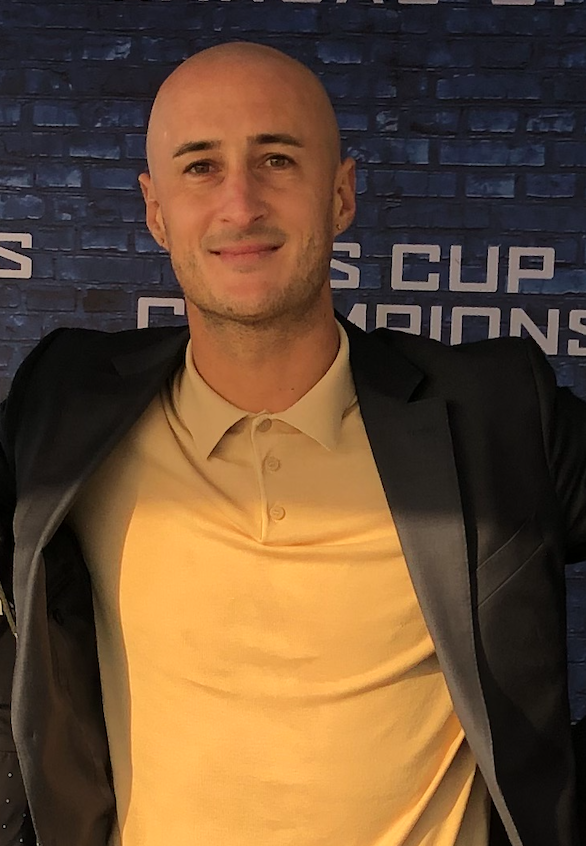
Aurelien Collin en el 2022

Mientras jugaba en el Sporting Kansas City, Collin empezó a estudiar una carrera en línea de diseño de moda. «Desde joven me gustaba la moda y seguir a los mejores diseñadores e ir a los desfiles», explica. "Leo todos los días las revistas sobre moda. Me encanta. Es una de mis pasiones. Tengo muchos proyectos en mente. Muchas cosas que he empezado aquí. Pero primero necesito estudiar para ser el mejor y poder empezar de verdad mis proyectos." Collin era uno de los favoritos de la afición del Sporting de Kansas City, y regalaba su camiseta de juego a un aficionado después de cada partido en casa.

## Palmarés

### Campeonatos nacionales
| Título             | Club                 | País           | Año  |
| ------------------ | -------------------- | -------------- | ---- |
| US Open Cup        | Sporting Kansas City | Estados Unidos | 2012 |
| MLS Cup            | Sporting Kansas City | Estados Unidos | 2013 |
| Supporters' Shield | New York Red Bulls   | Estados Unidos | 2018 |